# 安什 (比利时)
安什（法語：Heinsch，發音：[ɛ̃ʃ]）是比利时瓦隆大区盧森堡省阿爾隆的片区与村庄。安什原为一独立市镇，1977年1月1日，安什与阿尔隆和邻近的4个市镇外加属于市镇阿希的村庄富什和桑蓬及属于市镇沃尔克朗日的村庄塞斯利什合并，组成了今天的阿尔隆市镇。安什成为了阿尔隆的一个片区，村庄富什和桑蓬属于安什片区。